# Estação Ferroviária de Entrecampos

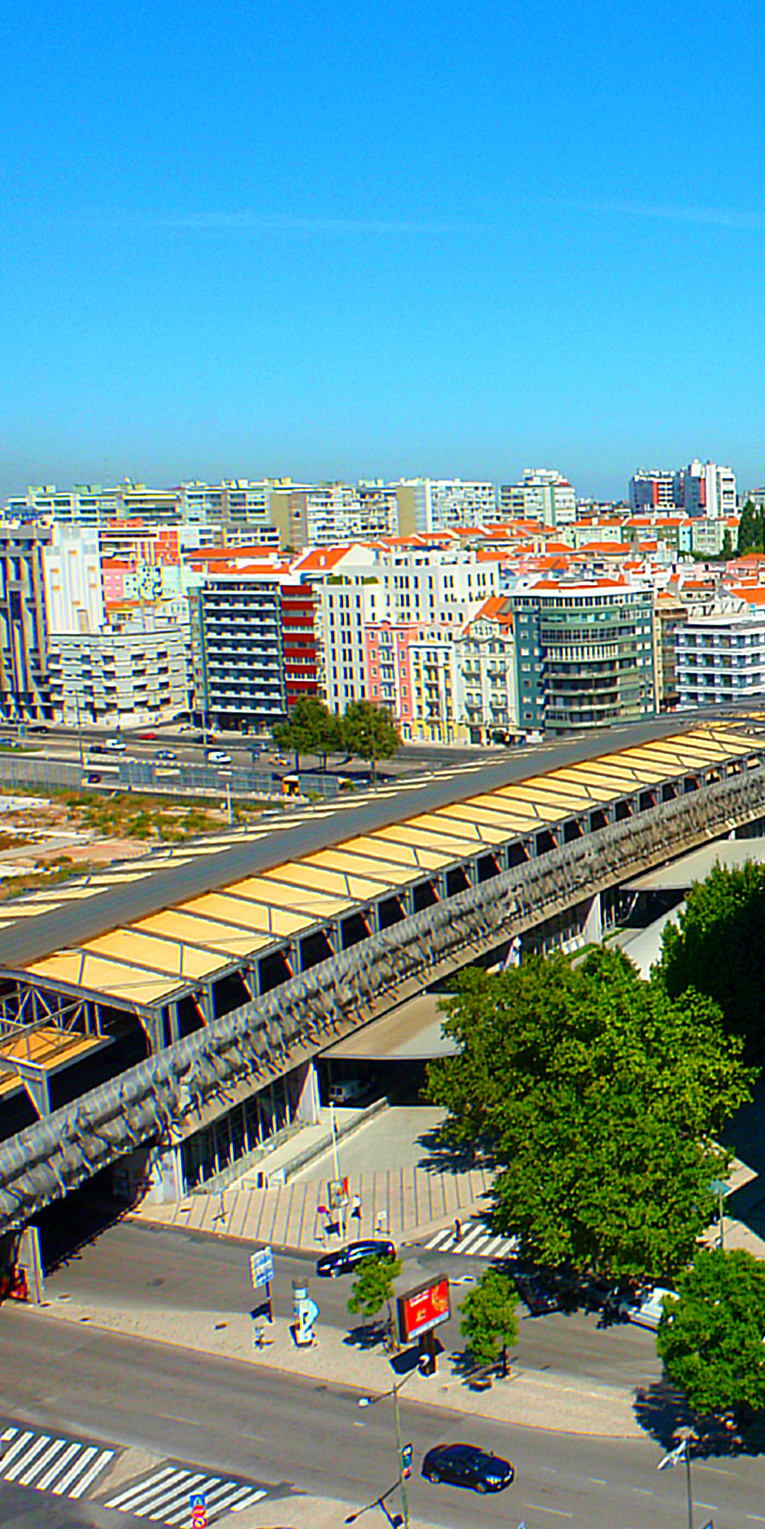
Vista aérea, de sudoeste.

A estação ferroviária de Entrecampos, originalmente conhecida como de Entre-Campos, é uma gare ferroviária de passageiros em Lisboa, gerida pela Infraestruturas de Portugal, S.A. e servida por comboios da C.P. e da Fertagus, com ligação mecânica subterrânea ao Metropolitano de Lisboa, na Linha Amarela (Estação Entre Campos), e uma dezena de carreiras da Carris. Anexa a esta estação, encontra-se o terminal de Entrecampos Poente, sem serviço comercial.

## Descrição

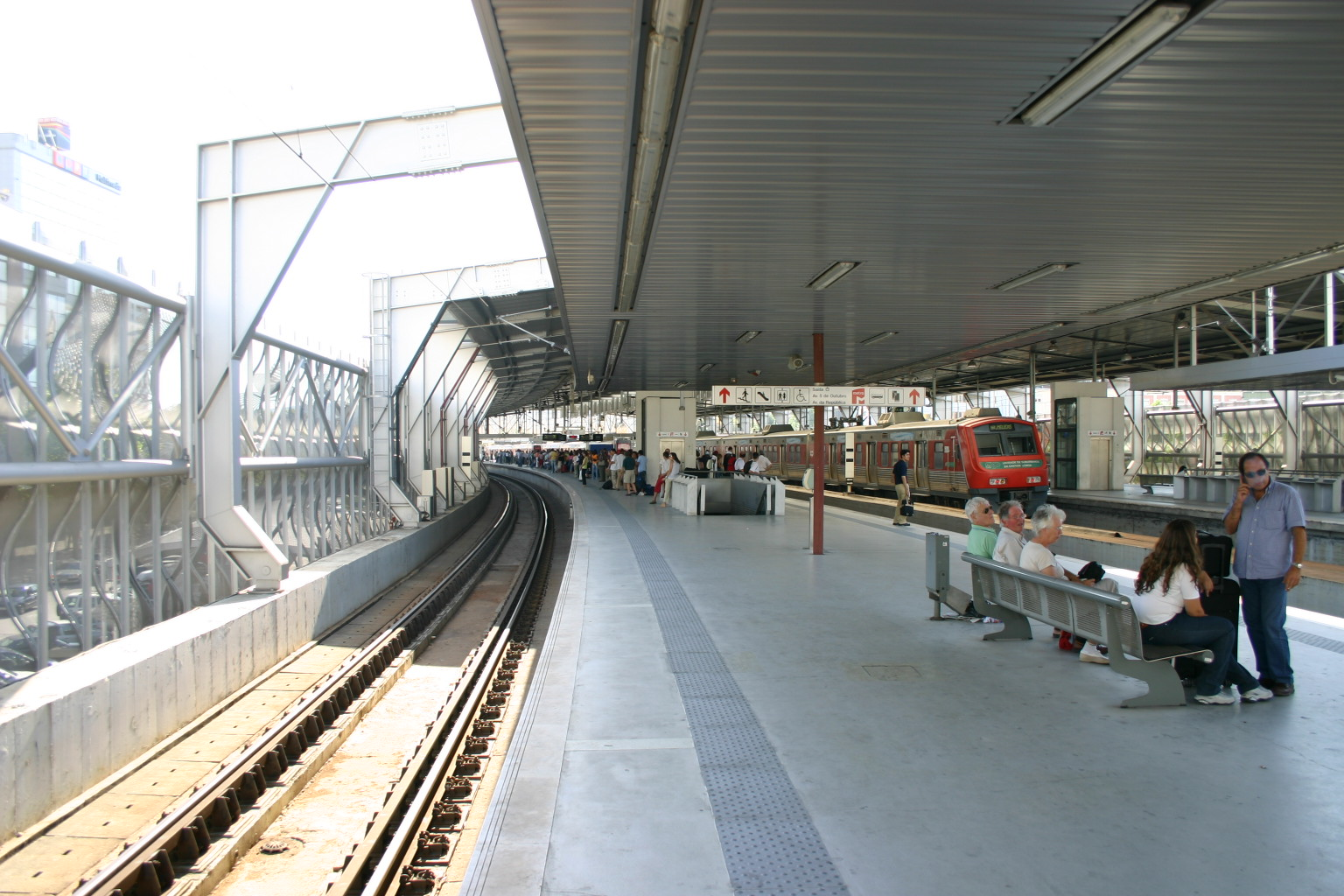
Aspeto das plataformas, em 2006.

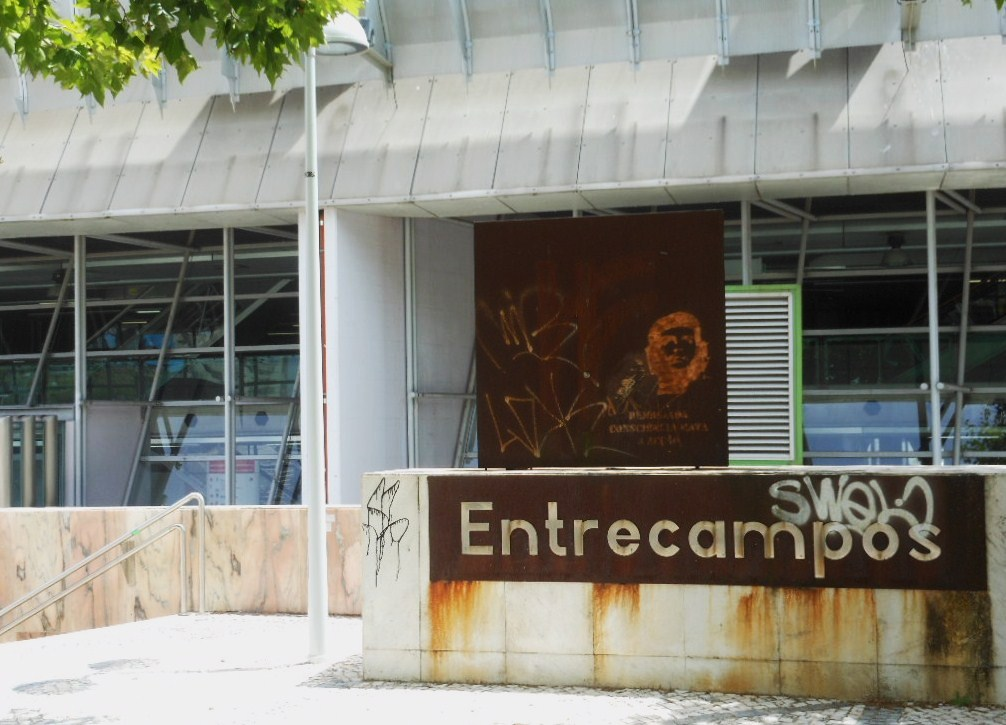
Entrada norte, em 2011.

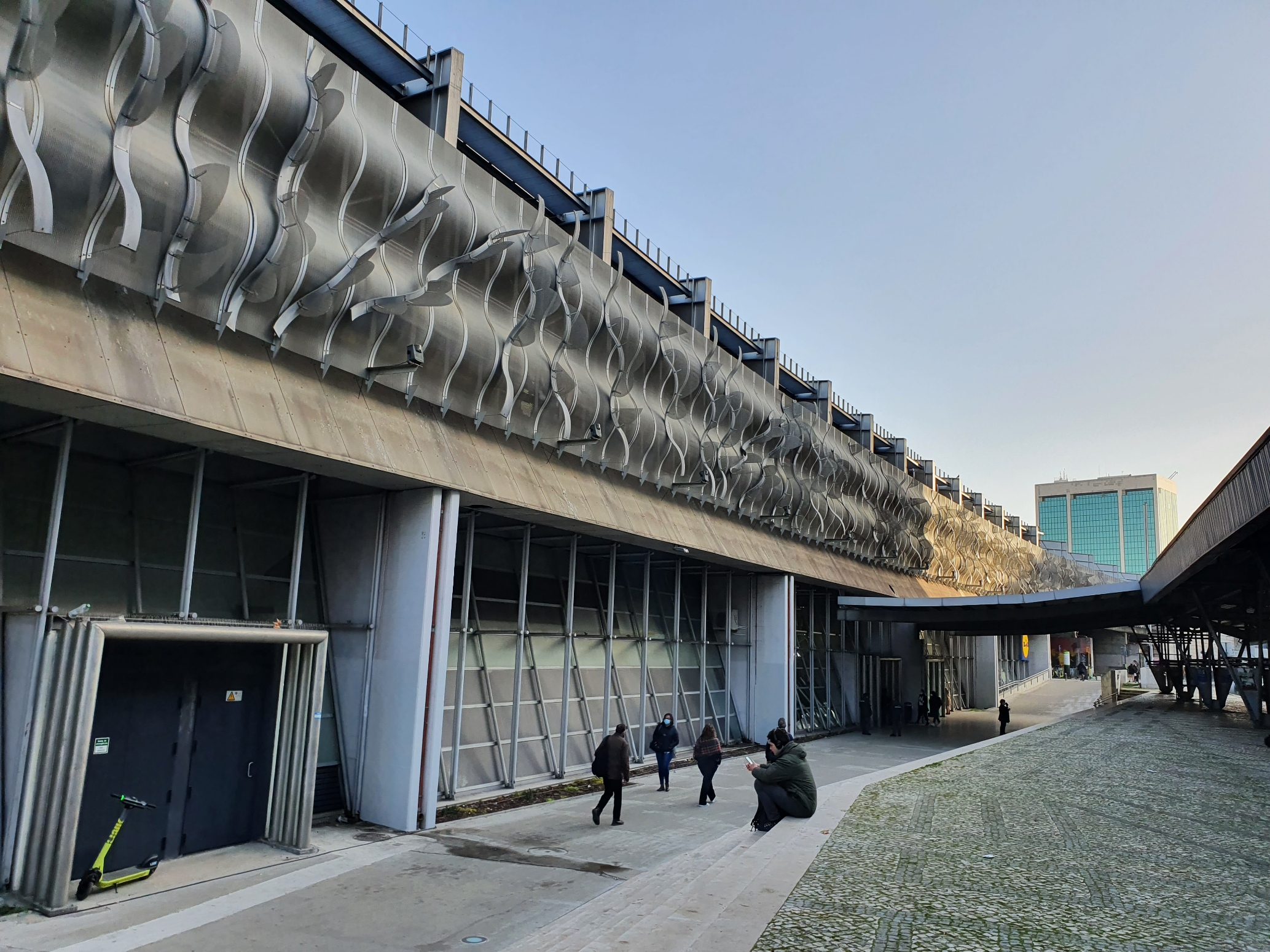
Motivos plásticos na entrada sul, em 2022.

### Localização e acessos
A estação de Entrecampos está construída num viaduto sobre as avenidas da República e Cinco de Outubro, e a entrada principal faz-se pelas Rua Dr. Eduardo Neves (a sul) e Rua Cordeiro de Sousa (a norte), ruas paralelas entre si e transversais entre àquelas duas avenidas de Lisboa; é um local central da cidade, sendo esta a estação ferroviária mais próxima do centro geográfico do município.

### Infraestrutura
Desde pelo menos Janeiro de 2017, esta interface apresenta quatro vias de circulação, com 320 a 325 m de comprimento útil, 310 m de plataformas com uma altura de 90 cm.
Situa-se junto a esta interface, ao PK 6+200, a zona neutra de Entrecampos que isola os troços da rede alimentados respetivamente pelas subestações de tração de Vila Franca de Xira e de Amadora.

#### Arquitetura
A gare intermodal de Entrecampos é um projeto arquitetónico de Carlos Roxo com intervenções plásticas de José Santa-Bárbara e de Luís Ralha. A sua concepção foi condicionada pelo facto do edifício se situar num viaduto sobre uma das mais importantes artérias da cidade de Lisboa, o que lhe aumentava a visibilidade e a importância no contexto urbano. Assim, decidiu-se que a estação deveria ser construída como um objecto urbano, que serviria de exemplo da integração de várias artes plásticas. O interior do edifício está dividido em três partes, a primeira situada ao nível do solo e que serve de acesso, a segunda em mezanino, que é utilizada para distribuição, e a terceira, onde se situa a gare ferroviária, com as plataformas. O piso térreo e o mezanino, devido à sua importância como os locais de acesso entre a estação e o resto da cidade, foram construídos com paredes de vidro, de forma a se poder ver o movimento das pessoas, que constitui também parte da composição arquitectural. Quanto ao nível da gare, este foi concebido de forma a dar um ambiente industrial, através do uso predominante do aço como material.

### Serviços
Em 2012 Entrecampos era a mais movimentada de todas as estações ferroviárias portuguesas, com 405 circulações (no total dos dois sentidos) em cada dia útil, apenas com mais quatro circulações diárias que Sete Rios, a estação seguinte da Linha de Cintura no sentido poente. O grosso deste movimento é constituido pelos comboios suburbanos da região de Lisboa, mas a estação é igualmente servida por alguns comboios nacionais, incluindo todos os que ligam Lisboa ao sul de Portugal. Em 2012 paravam na Estação de Entrecampos as seguintes circulações:[carece de fontes?]
- Alfa Pendular Porto-Faro-Porto, quatro circulações diárias;
- Intercidades Lisboa-Faro, seis circulações diárias;
- Intercidades Lisboa-Évora/Beja, oito circulações por dia útil;
- InterRegional e Regional da linha do Oeste, onze circulações por dia útil
- Urbanos da operadora estatal CP Lisboa dos eixos de Sintra e Azambuja, 228 circulações por dia útil;
- Urbanos da operadora privada Fertagus Roma Areeiro - Setúbal, 148 circulações por dia útil.

## História
A estação de Entrecampos situa-se no troço da Linha de Cintura entre Benfica e Santa Apolónia, que entrou ao serviço no dia 20 de Maio de 1888, pela Companhia Real dos Caminhos de Ferro Portugueses.

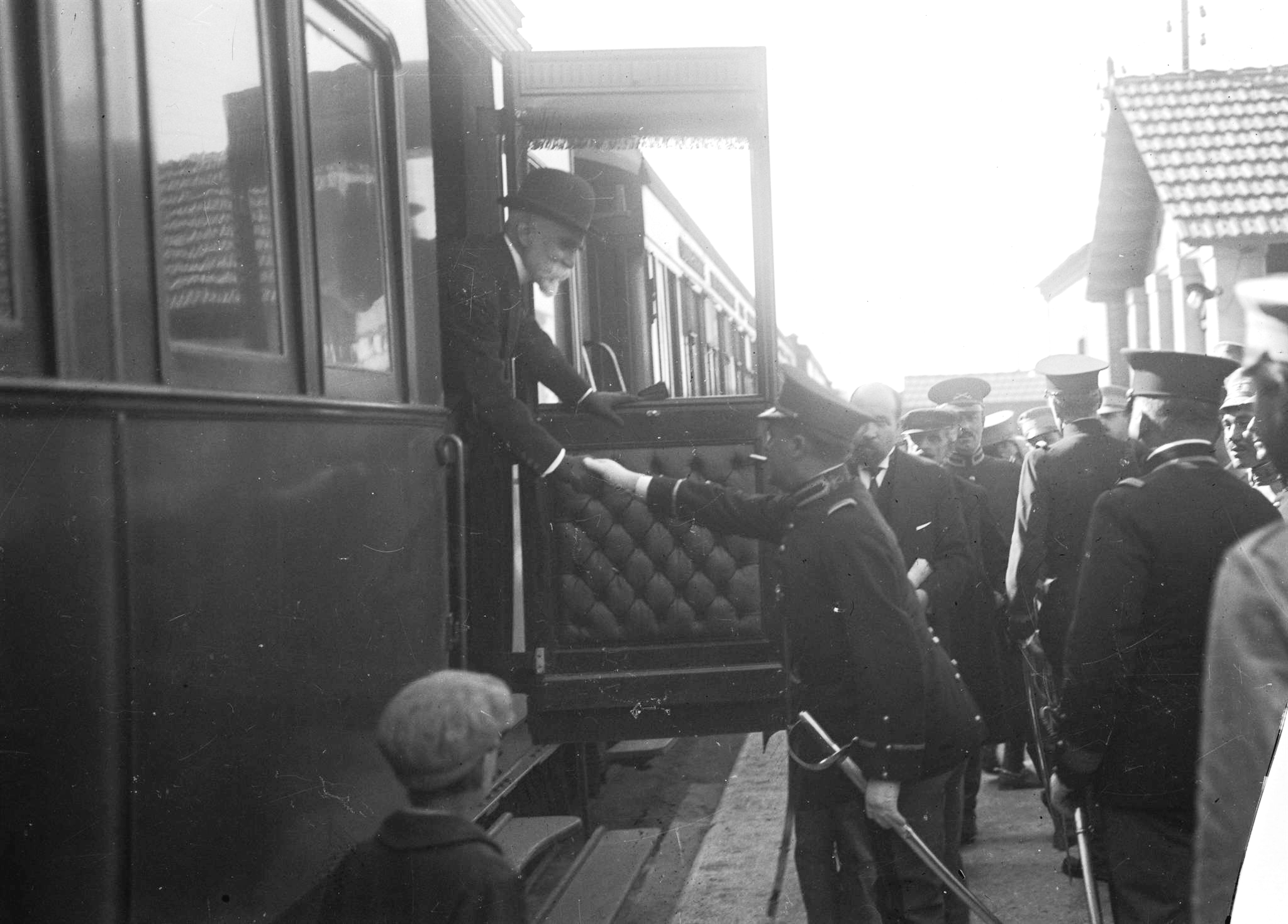
Edifício da gare em 1917 (exílio de Bernardino Machado).

Em 1 de Janeiro de 1925, a Gazeta dos Caminhos de Ferro noticiou que já tinham sido concluídas as obras no (então ainda) apeadeiro de Entrecampos, melhorando as suas condições de serviço.
Em 1932, a Companhia dos Caminhos de Ferro Portugueses estava a planear a construção de uma estação na área de Entrecampos, perto do apeadeiro, de forma a substituir a Gare do Rossio, projeto que não chegaria a concretizar-se.[carece de fontes?]
Na primeira metade do século XX, foi instalada uma marquise sobre a gare dos passageiros.
Em 4 de Outubro de 1948, foi organizada uma viagem experimental entre as estações de Entrecampos e Vila Nova de Gaia, de forma a testar uma das novas locomotivas a gasóleo que tinham sido encomendadas pela C. P.. O comboio era formado pela locomotiva 101 e várias carruagens, e demorou cerca de quatro horas no percurso. Em 13 de Julho de 1949, a Câmara Municipal de Lisboa aprovou o projecto para o Viaduto de Entrecampos, contíguo à estação, a poente, que atravessaria a Avenida da República; até então interrompida no seu traçado pelo atravessamento da a via férrea em aterro elevado, transponível por aberturas tipo túnel e com o cimo acessível por rampas, procedendo-se ao desmonte do aterro e finalmente ao establecimento da avenida e à reposição das linhas do elétrico (até ao Lumiar via Campo Grande).
Em 25 de Outubro de 1949, foi organizado um comboio especial de Queluz ao Luso, para transportar o General Franco numa visita a Portugal; na viagem de regresso a Lisboa, os ministros do Interior e das Comunicações desceram no apeadeiro de Entrecampos. Em 15 de Janeiro de 1953, chegou a Entrecampos uma nova automotora a gasóleo para a C.P., que se deslocou já pelos próprios meios desde a fronteira.
Em 1958 foi inaugurado o túnel do Metropolitano de Lisboa entre Campo Pequeno e Entre Campos, cuja escavação havia sido realizada sob o viaduto da Linha de Cintura, contígua a Entrecampos, ficando a localização destas duas estações de metropolitano sensivelmente equidistante à interface ferroviária.
Nominalmente adstrito a esta estação, existiu até meados do século XX o ramal particular Entrecampos-Estrela, inserido no troço da via que a liga ao Areeiro, no enfiamento do sentido descendente (lado sul da via), ao PK 6+062; em 2011 estava já encerrado.
Em 1971 o novo Viaduto de Entrecampos foi inaugurado, contendo o seu tabuleiro as plataformas da renovada estação; foi construído ligeiramente a norte do viaduto que iria substituír, igualmente entre a passagem de nível da Rua de Entrecampos e o Hospital do Rego, permitindo que se mentivesse a ferroviária circulação durante as obras.[carece de fontes?] O primeiro viaduto foi finalmente demolido em 1973, mantendo-se, em desuso, a sua amarração poente, junto à Avenida 5 de Outubro — reutilizado na década de 1990 para a efémera estação terminal da 5 de Outubro.[carece de fontes?]
Até ao final do século XX, o apeadeiro de Entrecampos era visto como uma interface menor no âmbito da rede ferroviária da Grande Lisboa, com muitas das funções que adquiriria mais tarde então ainda concentradas na estação do Rego.

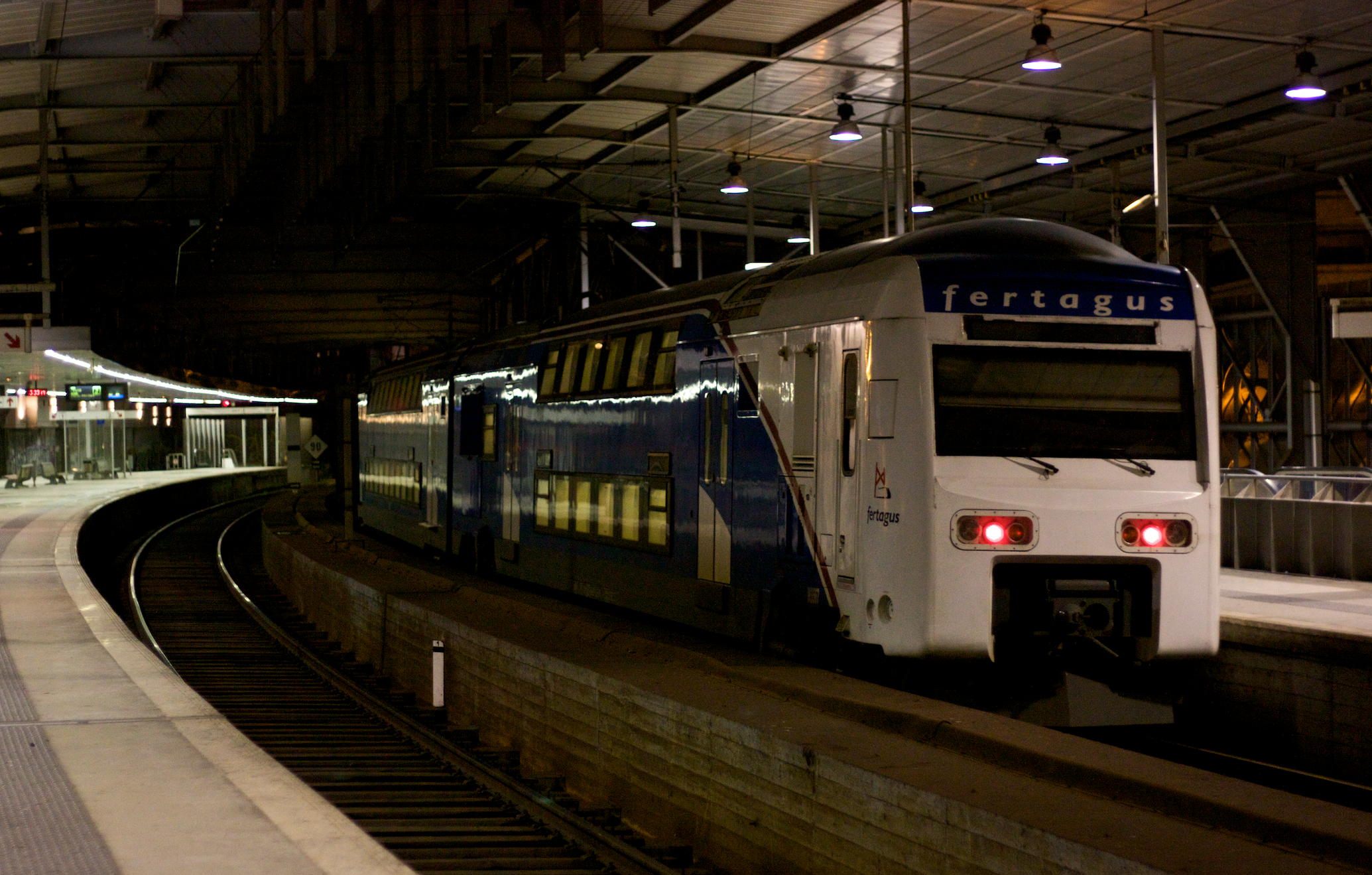
Composição Fertagus circulando em Entrecampos, em 2009.

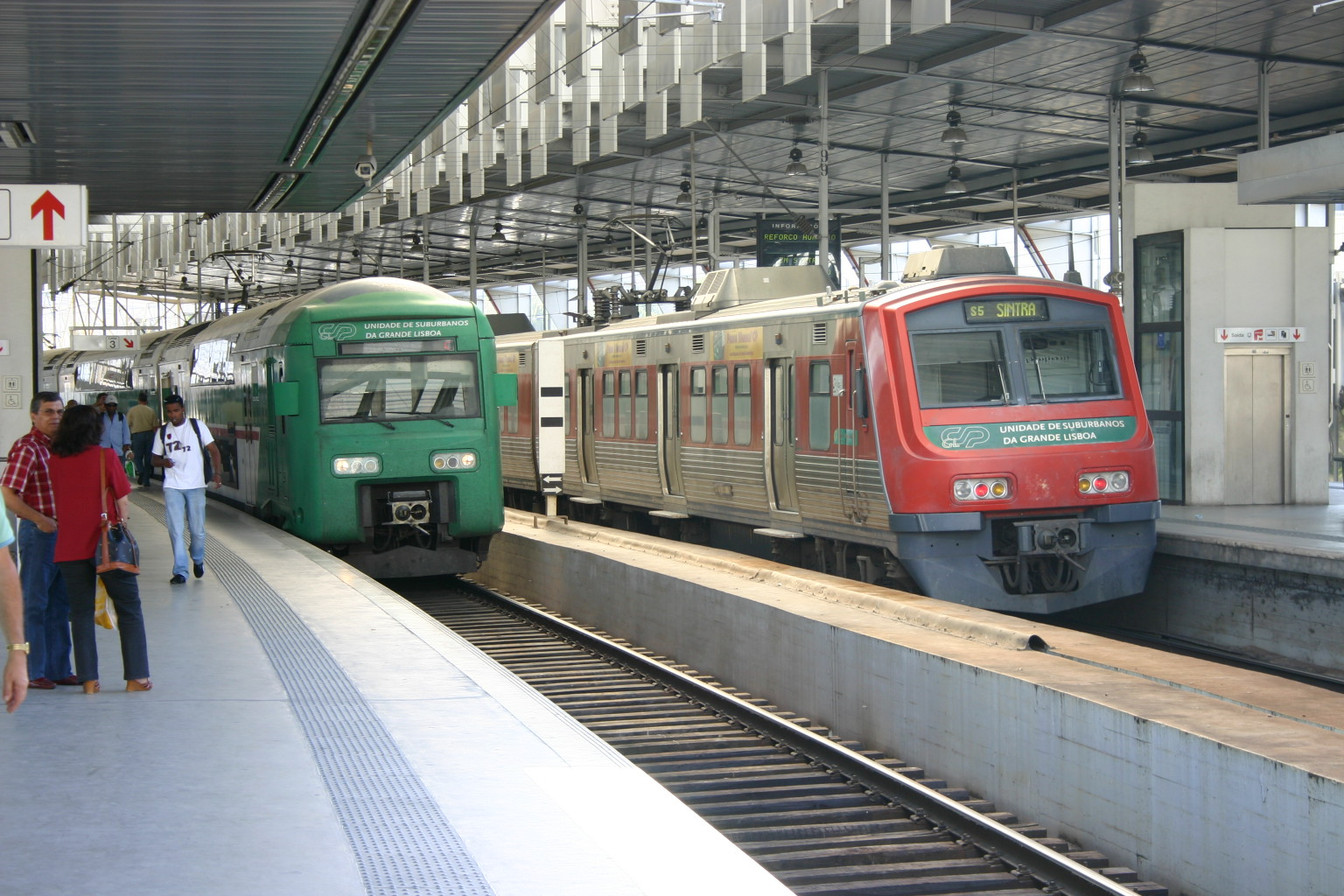
Composições USGL circulando em Entrecampos, em 2006.

Em finais de 1992, iniciou-se o concurso público de pré-qualificação para o Eixo Ferroviário Norte-Sul, projecto que tinha como objectivo desenvolver e ligar as redes de caminhos de ferro suburbanas de Lisboa nas duas margens do Tejo, de forma a permitir a circulação dos comboios de longo curso e suburbanos entre as duas margens. Este projecto incluiu a construção e modernização de vários troços, edificação e ampliação de estações, e a instalação das vias férreas na Ponte 25 de Abril. No caso da Linha de Cintura, devia ser quadruplicada a via férrea já existente, e construídos novos edifícios em várias estações, incluindo Entrecampos, que ficaria ligada ao Metropolitano de Lisboa. Em 1993, entrou ao serviço a interface entre os comboios da CP e o Metropolitano de Lisboa em Entrecampos, construída pelo Gabinete do Nó Ferroviário de Lisboa e pela Rede Ferroviária Nacional, para servir os comboios da C.P. e da Fertagus. Em Julho de 1999, a estação de Entrecampos passou a ser servida pelos comboios da Fertagus.

## Leitura recomendada
- ANTUNES, J. A. Aranha;  et al. (2010). 1910-2010: o caminho de ferro em Portugal. Lisboa: CP-Comboios de Portugal e REFER - Rede Ferroviária Nacional. 233 páginas. ISBN 978-989-97035-0-6
- CERVEIRA, Augusto; CASTRO, Francisco Almeida e (2006). Material e tracção: os caminhos de ferro portugueses nos anos 1940-70. Col: Para a História do Caminho de Ferro em Portugal. 5. Lisboa: CP-Comboios de Portugal. 270 páginas. ISBN 989-95182-0-4
- SALGUEIRO, Ângela (2008). A Companhia Real dos Caminhos de Ferro Portugueses: 1859-1891. Lisboa: Univ. Nova de Lisboa. 145 páginas